# Rafael Rubio Cáliz
Rafael Rubio Cáliz (Sanlúcar de Barrameda, Cádiz, 1973) es un político español del Partido Popular (PP) y alcalde del municipio andaluz de Sanlúcar de Barrameda desde 2002 a 2006.

## Biografía
Rafael Rubio está casado y es padre de tres hijos. Comenzó en la política como concejal del Ayuntamiento de Sanlúcar de Barrameda, donde después se desempeñó como teniente, llegando así a ser alcalde de Sanlúcar de Barrameda, tras la renuncia de Juan Rodríguez Romero, ya que le sobrevino una grave enfermedad que le impidió desempeñar muchas de sus funciones.
En 2006, renunció a la alcaldía tras ser condenado un año y medio de cárcel a petición de la Audiencia Provincial tras un delito de malversación de caudales públicos, por dar más dinero del que debía al ex gerente de la empresa Emulisan. Ha sido vicepresidente de la empresa municipal y Socio fundador del comunicación y publicidad y Director comercial en la Fundación Varazdin. Actualmente trabaja en un centro de inserción sociolaboral de la ciudad Española de Pamplona.